# Michael Hollick
Michael Hollick (Brooklyn, 5 agosto 1973) è un attore statunitense.
Ha interpretato e doppiato Niko Bellic nel gioco Grand Theft Auto IV della Rockstar Games. Per i fan l'assenza di Niko dal sequel Grand Theft Auto V è dovuta al fatto che Hollick, ritenendosi sottopagato, ha deciso di non lavorare più per la Rockstar.
Ha avuto ruoli minori in Law & Order, Law & Order - Unità vittime speciali, Law & Order: Criminal Intent e Hawaii Five-0. Ha doppiato anche un personaggio del videogioco del 2015 Dying Light.